# Jillian Bell
Jillian Leigh Bell (Las Vegas, Nevada; 25 de abril de 1984) es una actriz y comediante estadounidense. Es conocida por su actuación en 22 Jump Street, junto a Jonah Hill y Channing Tatum.

## Biografía
Bell nació y creció en Las Vegas, Nevada. Tiene ascendencia rumana. Comenzó a estudiar improvisación a la edad de ocho años. Se graduó del Bishop Gorman High School en 2002. Tras haber finalizado la secundaria, Jillian se mudó a la ciudad de Los Ángeles y pasó a formar parte del club de comedia Los Groundlings.

## Carrera como actriz
En 2009, siendo parte del alumnado de The Straitjacket Society en Los Ángeles, California, Jillian audicionó para el show Saturday Night Live, y aunque no se unió al elenco se convirtió en escritora del show en la trigésimo quinta temporada. Ese mismo año  apareció en un episodio de Curb Your Enthusiasm.
En 2011, comenzó a interpretar a "Jillian Belk" en la serie Workaholics. Al año siguiente, Paul Thomas Anderson se fijó en ella por su papel en la serie mencionada anteriormente y le otorgó un papel en su película The Master. Tuvo un papel recurrente como Dixie en la cuarta y última temporada de Eastbound and Down. En 2014, apareció en 22 Jump Street junto a Jonah Hill y Channing Tatum.
Desde 2019, Bell ha expresado el papel de Violet Hart en Bless the Harts.

## Filmografía

### Cine
| Películas | Películas                 | Películas                  | Películas | Películas |
| Año       | Título                    | Personaje                  | Notas     |           |
| --------- | ------------------------- | -------------------------- | --------- | --------- |
| 2011      | Bridesmaids               | Chica de la ducha          |           |           |
| 2012      | Love, Gloria              | Cheryl                     |           |           |
| 2012      | The Master                | Susan Gregory              |           |           |
| 2014      | 22 Jump Street            | Mercedes                   |           |           |
| 2014      | Inherent Vice             | Chlorinda                  |           |           |
| 2015      | The Night Before          | Betsy                      |           |           |
| 2015      | Escalofríos               | Lorraine Conyers           |           |           |
| 2016      | The Angry Birds Movie     | Helene/Instructora de yoga | Voz       |           |
| 2016      | Charming                  | Voces adicionales          | Voz       |           |
| 2016      | Office Christmas Party    | Trina                      |           |           |
| 2017      | Fist Fight                | Holly                      |           |           |
| 2017      | Rough Night               | Alice                      |           |           |
| 2018      | Game Over, Man!           | Personaje secundario       |           |           |
| 2018      | Charming                  | Voces adicionales          | Voz       |           |
| 2019      | Brittany Runs a Marathon  | Brittany                   |           |           |
| 2019      | Sword of Trust            | Cynthia                    |           |           |
| 2020      | Bill & Ted Face the Music | Dra. Taylor Wood           |           |           |
| 2022      | The Drop                  | Lindsey                    |           |           |
| 2023      | Fool's Paradise           |                            |           |           |
| 2023      | Murder Mystery 2          | Susan                      |           |           |
| 2023      | Candy Cane Lane           | Pepper                     |           |           |
| 2023      | Good Burger 2             | Katt Bozwell               |           |           |
| 2024      | Reunion                   | Vivian Chase               |           |           |

### Televisión
| Televisión    | Televisión                | Televisión                | Televisión                                           |
| Año           | Título                    | Personaje                 | Notas                                                |
| ------------- | ------------------------- | ------------------------- | ---------------------------------------------------- |
| 2006          | Crossbows & Mustaches     | Denise                    | Cortos de TV                                         |
| 2007–2008     | Preppy Hippies            | Jillian                   | 5 episodios                                          |
| 2009          | Waiting to Die            | Kristy                    | Piloto                                               |
| 2009–2010     | Saturday Night Live       | Team Helga Curling Player | También guionista                                    |
| 2009          | Worst Week                | Eleanor                   | Episodio: "The Puppy"                                |
| 2009          | Curb Your Enthusiasm      | Maureen                   | Episodio: "The Bare Midriff"                         |
| 2011          | Franklin & Bash           | Jennifer Putnam           | Episodio: "Jennifer of Troy"                         |
| 2011–presente | Workaholics               | Jillian Belk              | 32 episodios                                         |
| 2011          | Friends with Benefits     | Amanda                    | Episodio: "The Benefit of Keeping Your Ego in Check" |
| 2012–2013     | Partners                  | Renata                    | 6 episodios                                          |
| 2013          | To My Future Assistant    |                           | Piloto                                               |
| 2013          | Eastbound & Down          | Dixie                     | 8 episodios                                          |
| 2013          | High School USA!          | Miriam (voz)              | Episodio: "Rumsprinabreakers"                        |
| 2014          | Gravity Falls             | Melody (voz)              | 2 episodios                                          |
| 2014          | Idiotsitter               | Gene                      | 6 episodios                                          |
| 2022          | Tales of the walking dead | Gina                      | Episodio "Gina/Blair"                                |